# Reorganização administrativa do território das freguesias de 2013

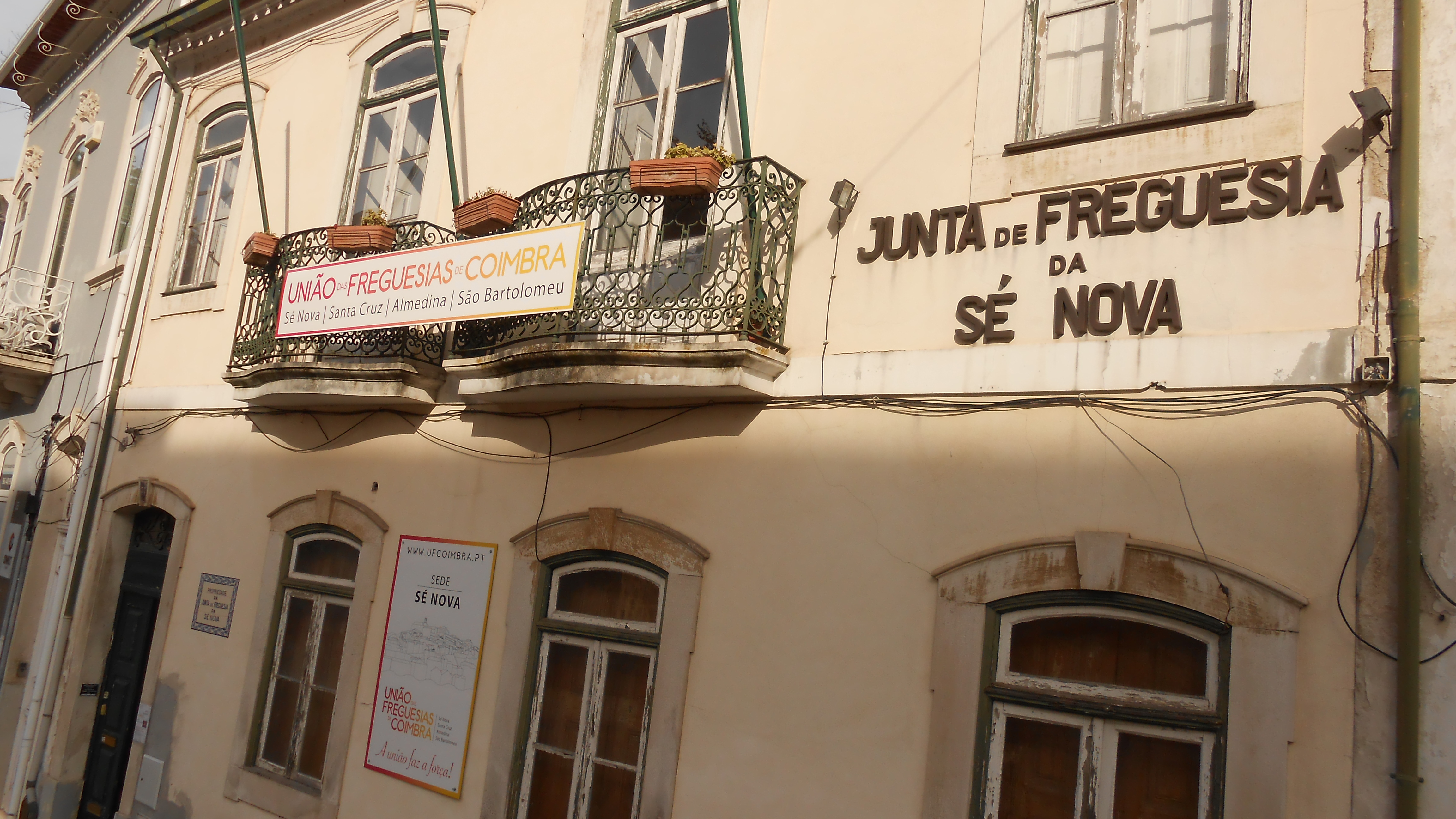
A sede da União das Freguesias de Coimbra (Sé Nova, Santa Cruz, Almedina e São Bartolomeu), na antiga sede da extinta junta de freguesia da Sé Nova, fotografada em 2015.

A reorganização administrativa do território das freguesias (comummente conhecida como Lei Relvas, por ter tido o cunho de Miguel Relvas, então Ministro Adjunto e dos Assuntos Parlamentares; e oficialmente por Lei n.º 11-A/2013 de 28 de janeiro) foi uma reforma do poder local levada a cabo em Portugal no ano de 2013. A implementação da reforma promoveu uma importante redução do número de freguesias (mais de um milhar a nível nacional) através da alteração dos seus limites territoriais e da sua agregação, sob a designação de "união de freguesias".
A reforma, consumada pela Lei n.º 11-A/2013 de 28 de janeiro (que deu cumprimento à Lei n.º 22/2012 de 30 de maio), foi uma medida prevista no memorando de entendimento com a Troika no rescaldo da crise financeira de 2010. Foi aprovada na Assembleia da República pelos partidos do XIX Governo Constitucional de Portugal (PSD e CDS–PP) e com os votos contra de todos os partidos da oposição (PS, BE, PCP e PEV).
O novo mapa de freguesias saído da Lei Relvas reduziu em 1168 freguesias as 4259 até então existentes, passando o país a ser constituido por 3091 freguesias; ao todo passaram a existir 884 uniões de freguesias (constituidas por duas, ou mais, anteriores freguesias). Na altura, a alteração não foi inteiramente aceite pelas populações, não houve consulta popular nem autárquica: em alguns casos, contestou-se a junção de freguesias por vários motivos, desde o aspeto cultural, às dimensões desajustadas do território das uniões de freguesias. Desde então, os partidos da esquerda parlamentar esboçaram vários projetos diferentes para reverter a reorganização das freguesias.
A agregação de freguesias em Lisboa é anterior à Lei Relvas, tendo tido lugar ainda em 2012 por iniciativa da Câmara Municipal, então presidida por António Costa; a capital passou a ter 24 freguesias, em vez das anteriores 53.

## Revogação
Em 2021, a Lei Relvas foi revogada pela Lei n.º 39/2021 de 24 de junho, que redefiniu o regime jurídico de criação, modificação e extinção de freguesias, trazendo a possibilidade de, caso fosse essa a intenção das populações e mediante alguns pressupostos técnicos (por exemplo, a viabilidade do plano económico-financeiro local), permitir a desagregação das uniões de freguesias.
A nova lei estabelecia um prazo até dezembro de 2022 para que as freguesias que o pretendessem pudessem requerer a desagregação. Ainda que a lista oficial das freguesias que pediram a desagregação não seja ainda conhecida, conforme noticiado pelo Diário de Notícias em outubro de 2023, cerca de um quinto das uniões de freguesias querem voltar a separar-se, um total de 182 freguesias. Caso sejam aprovadas, todas estas alterações só entrarão em vigor depois das eleições autárquicas de 2025.